# AnimalBase
AnimalBase — проект Гёттингенского университета, воплощённый в жизнь в 2004 году. Цель проекта состоит в том, чтобы перевести в оцифрованный вид раннюю зоологическую литературу и обеспечить к ней свободный доступ. Дополнительно в распоряжение общественности бесплатно предоставляются проверенные списки родов и видов животных. Проект открыл доступ широкому кругу пользователей к литературе, изданной до 1800 года, которая является ценным источником для исследователей таксономии животных.
Использование данных AnimalBase не имеет ограничений или условий. AnimalBase имеет все зоологические дисциплины. В области информатики биоразнообразия AnimalBase уникальна тем, что связывает названия родов и видов с их первым описанием, акцентируя внимание на литературе, изданной до 1800 года.
С 2003 по 2005 годы было оцифровано около 400 публикаций по зоологии. 10 000 зоологических названий и ссылок на них в оригинальных трудах были занесены в банк данных. В период с 2008 по 2011 годы были оцифрованы следующие публикации и несколько десятков тысяч зоологических названий были взяты из оригинальных источников и связаны ссылками с первыми оцифрованными описаниями.